# نيكولا كون
نيكولا كون (بالإسبانية: Nicola Kuhn)‏ هو لاعب كرة مضرب إسباني، ولد في 20 مارس 2000 في إنسبروك في النمسا.

## وصلات خارجية
- نيكولا كون على موقع رابطة محترفي التنس (الإنجليزية)
- نيكولا كون على موقع الاتحاد الدولي لكرة المضرب (الإنجليزية)
- نيكولا كون على موقع خلاصة التنس.كوم (الإنجليزية)
- نيكولا كون على موقع إي إس بي إن.كوم (الإنجليزية)